# Amorf ijs
Amorf ijs (Engels: vitreous ice) is een niet-kristallijne, vaste vorm van water. Wanneer water onder het vriespunt afkoelt, zullen de watermoleculen zich normaal gesproken rangschikken in een regelmatig, hexagonaal kristalrooster (ijs Ih). Wanneer water echter (onder druk) zeer snel aan een extreem lage temperatuur wordt blootgesteld, neemt het een glasachtige vaste vorm aan, waarbij de kristallijne structuur onbreekt. De moleculen hebben tijdens de snelle afkoeling geen tijd om een rooster te vormen.
Amorf ijs ontstaat wanneer water binnen milliseconden onder het glaspunt (136 K of –137 °C) wordt afgekoeld. Hoewel amorf ijs niet van nature op aarde voorkomt, vermoedt men dat het de belangrijkste vorm is van water in de ruimte. Amorf ijs kan verkeren in toestanden van verschillende dichtheid. Het wordt toegepast in wetenschappelijke experimenten, vooral bij cryo-elektronenmicroscopie van biomoleculen. De individuele moleculen kunnen hierbij in een toestand worden bekeken alsof ze in vloeibaar water zitten.